# Четири секунди (песен на Анелия)
„Четири секунди“ е песен на българската попфолк певица Анелия, издадена на 2 юни 2010 г. Това е първия сингъл на певицата след излизането на шестия ѝ самостоятелен албум „Добрата, лошата“. „Четири секунди“ е по музика и аранжимент на Иво Моллов, а текста е на Лора Димитрова. В песента със свои речетативи взима участие и Йордан Йончев, по-известен като Гъмзата, тромпетист от „Ку-Ку бенд“ и „Шоуто на Слави“. Вокалите в песента са на Андреа. Видеоклипа към песента е дело на Николай Нанков, с който певицата е работила и за предни свои ленти – „Следа от любовта“, „Продължавам“, „Не ме принуждавай“ и „Ако с теб не съм“. На 25 юни песента бе представена в „Шоуто на Слави“. Два дни по-късно „Четири секунди“ влиза в Топ 10 на официалната класация на радио „Сигнал плюс“. До началото на юли песента е оглавявала две от класациите на радио „Сигнал плюс“ – за Попфолк Хит и Хит на форума. В класацията „Планета Хит 50“ Анелия и Гъмзата застават на пета позиция, а в класациите на сайта на сп. „Нов фолк“ „Четири секунди“ достига до вторите места. Песента е включена в микса на Анелия за лятното турне "Планета Derby 2010„ на Пайнер. “Четири секунди" завършва на 16 място в годишния чарт "Хит фолк 30„ на сп. “Нов фолк „. На Годишните награди за 2010 г. на ТВ “Планета" песента е отличена със специален приз за "Хит на лято 2010 г."

## Представяне в класациите
| Класация        | Най-висока позиция |
| --------------- | ------------------ |
| Планета Хит 50  | 5                  |
| 50-те най       | 5                  |
| Попфолк Хит     | 1                  |
| Хит на форума   | 1                  |
| Авторски Топ 10 | 2                  |
| Хит Фолк 30     | 2                  |
| Видео Топ 15    | 2                  |

| Годишни класации – 2010 | Най-висока позиция |
| ----------------------- | ------------------ |
| Хит фолк 30             | 16                 |
| Планета Хит 100         | 10                 |